# Shane Barr
Shane Barr (Redcliffe, 21 ottobre 1969) è un ex tennista australiano.
Negli anni '90 ha giocato anche per Hong Kong.

## Carriera
In carriera ha raggiunto nel singolare la 160ª posizione della classifica ATP, mentre nel doppio ha raggiunto il 192º posto. Nei tornei del Grande Slam ha ottenuto il suo miglior risultato raggiungendo i quarti di finale di doppio misto agli Australian Open nel 1987, in coppia con Michelle Jaggard-Lai.
In Coppa Davis ha disputato con la squadra di Hong Kong un totale di 2 partite, ottenendo altrettante sconfitte.